# 穆丁·伊什特万
穆丁·伊什特万（匈牙利語：Mudin István，1881年10月16日—1918年7月22日），匈牙利男子田径运动员。他曾代表匈牙利参加1908年夏季奥林匹克运动会田径比赛，获得男子希腊式铁饼第七名。